# Jägala (řeka)
Jägala (estonsky plným názvem Jägala jõgi, tedy řeka Jägala nebo Jägalská řeka) je řeka na severu Estonska. Řeka pramení u vesnice Ahula v kraji Järvamaa na západní straně Pandiverské vysočiny a vlévá se do Ihasalského zálivu, jedné z postranních zátok Finského zálivu, u vesnice Manniva v kraji Harjumaa, přibližně 60 km vzdušnou čarou na severozápad od pramene. Celková délka toku je 97 až 98,9 km, plocha povodí se udává 1481,3 až 1570 km².

## Jméno
Řeka je pojmenována podle historicky významné vesnice Jägaly, kolem které protéká na dolním toku. Ve starších pramenech je možno se setkat též s pojmenováním Kehra jõgi podle města Kehry. Horní tok řeky (do soutoku s Amblou) býval označován též Kiigumõisa jõgi či Kigumõisa jõgi) podle někdejšího panského sídla Kiigumõisa poblíž Järva-Jaani.

## Průběh toku
Od pramene vytéká Jägala přibližně jihozápadním směrem. Zhruba prvních deset kilometrů prochází kulturní zemědělskou krajinou, pak však vstupuje do lesnaté a bažinaté řídce osídlené krajiny Kõrvemaa. Krátce před ústím Pernavsko-Jägalského kanálu se stáčí kolem Tõugussaarského rašeliniště k severozápadu. Nedaleko Võõbu se pak stáčí dále až téměř k severovýchodu, aby se krátce před soutokem s Amblou vrátila do severozápadního směru, který si poté s malými odchylkami udržuje po celý zbytek toku.
Přibližně v polovině svého toku, poblíž vesnice Voose na hranici krajů Järvamaa a Harjumaa vstupuje řeka opět do hustěji osídlené a zemědělsky využívané krajiny, kterou následně protéká až ke svému ústí. Zprava, kde je častěji obklopena lesy, postupně přibírá své velké přítoky (Jänijõgi, Mustjõgi, Soodla). Na 26. kilometru míjí zprava město Kehra, největší sídlo ležící na jejích březích.
Na dolním toku má Jägala největší spád, téměř polovinu výškového rozdílu mezi pramenem a ústím překonává ve své poslední čtvrtině, kde stéká ze Severoestonské plošiny do Severoestonské pobřežní nížiny. Nejvýraznějším výškovým zlomem je osmimetrový Jägalský vodopád 4,3 km od ústí. Z důvodu největšího spádu se na dolním toku řeky také nachází nejvíce vodních děl, z nichž nejvyšší — přehrada vodní elektrárny Linnamäe — leží jen 1,3 km od ústí.

## Význam
Jägala je po Narvě druhou nejvodnatější estonskou řekou vlévající se do Finského zálivu. Jako vodní cesta pro velké výkyvy průtoku a pro velkou variabilitu koryta použitelná není, ale odpradávna měla význam jako zdroj vodní energie i užitkové a pitné vody. Již v nejstarších historických pramenech jsou doloženy vodní mlýny, později též pily, z nichž některé se staly základem dnešních malých vodních elektráren. Od roku 1924 na Jägale pracuje největší estonská vodní elektrárna Linnamäe (výkon 1,1 MW). Jako vodní zdroj sloužila řeka vždy blízkému okolí, od roku 1975 je však napojena též na vodárenskou soustavu zásobící pitnou vodou hlavní město Tallinn.
Na ryby je řeka poměrně chudá. Typickým lovným druhem je na horním toku štika obecná, na středním a dolním toku plotice obecná. Řeka však nikdy nebyla významným rybolovným zdrojem.

## Galerie

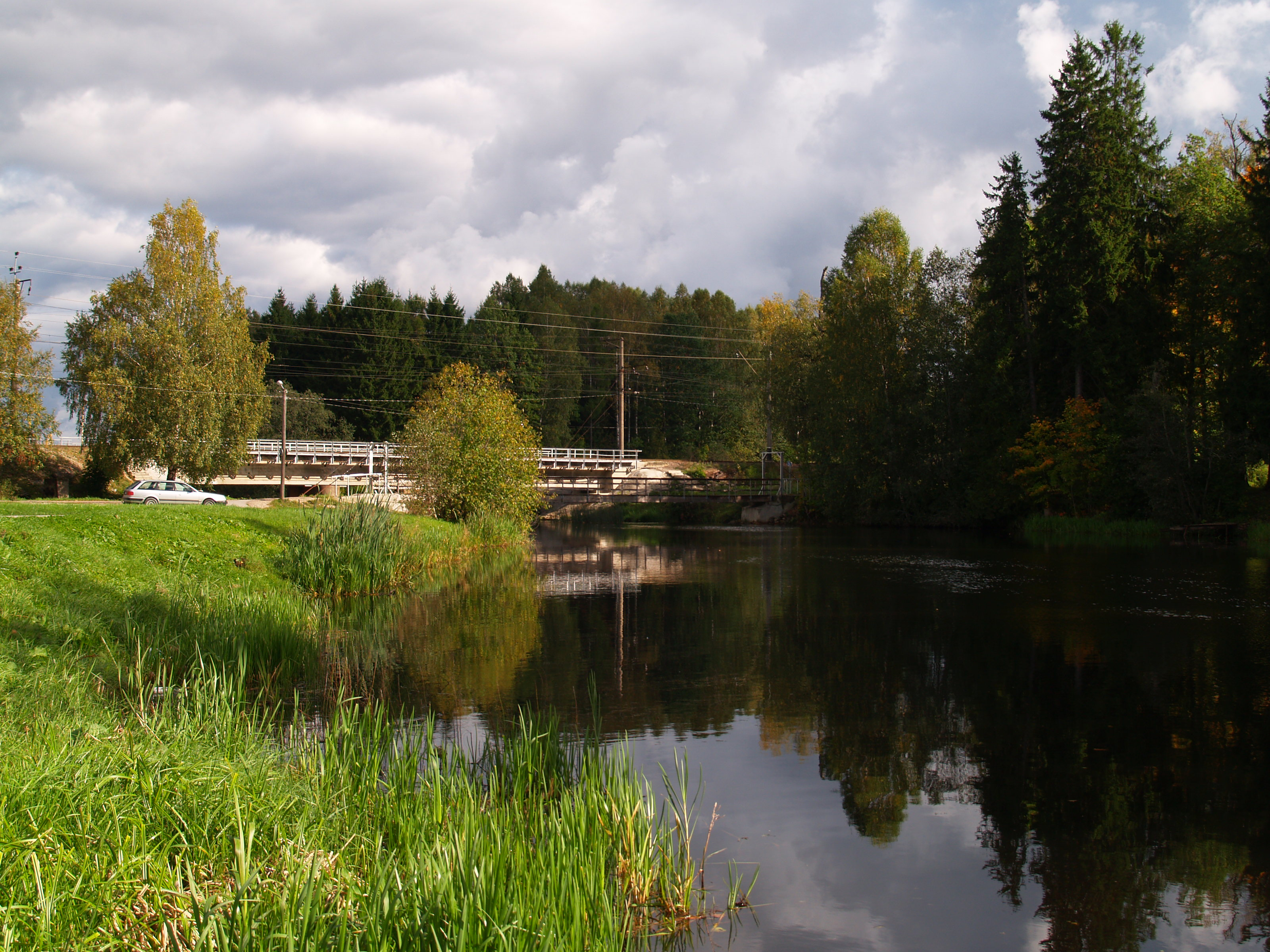
Jägala v Kehře
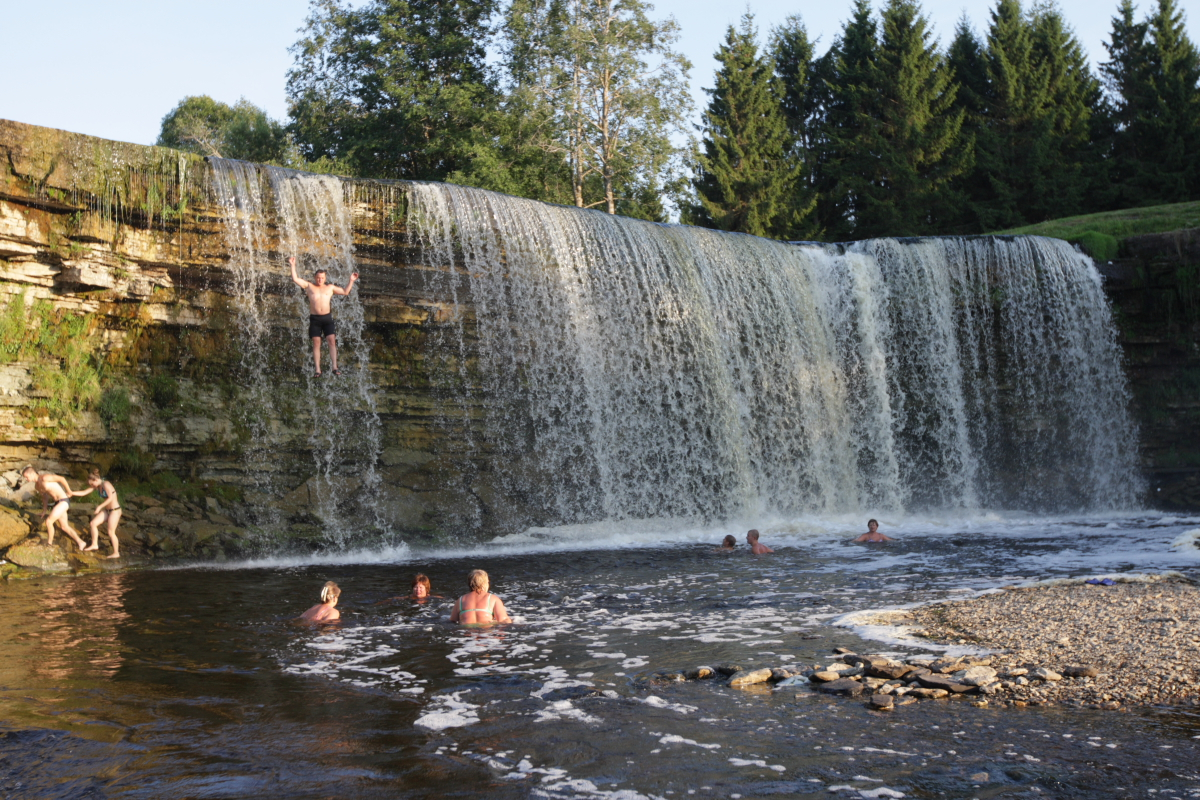
Jägalský vodopád v suchém létě
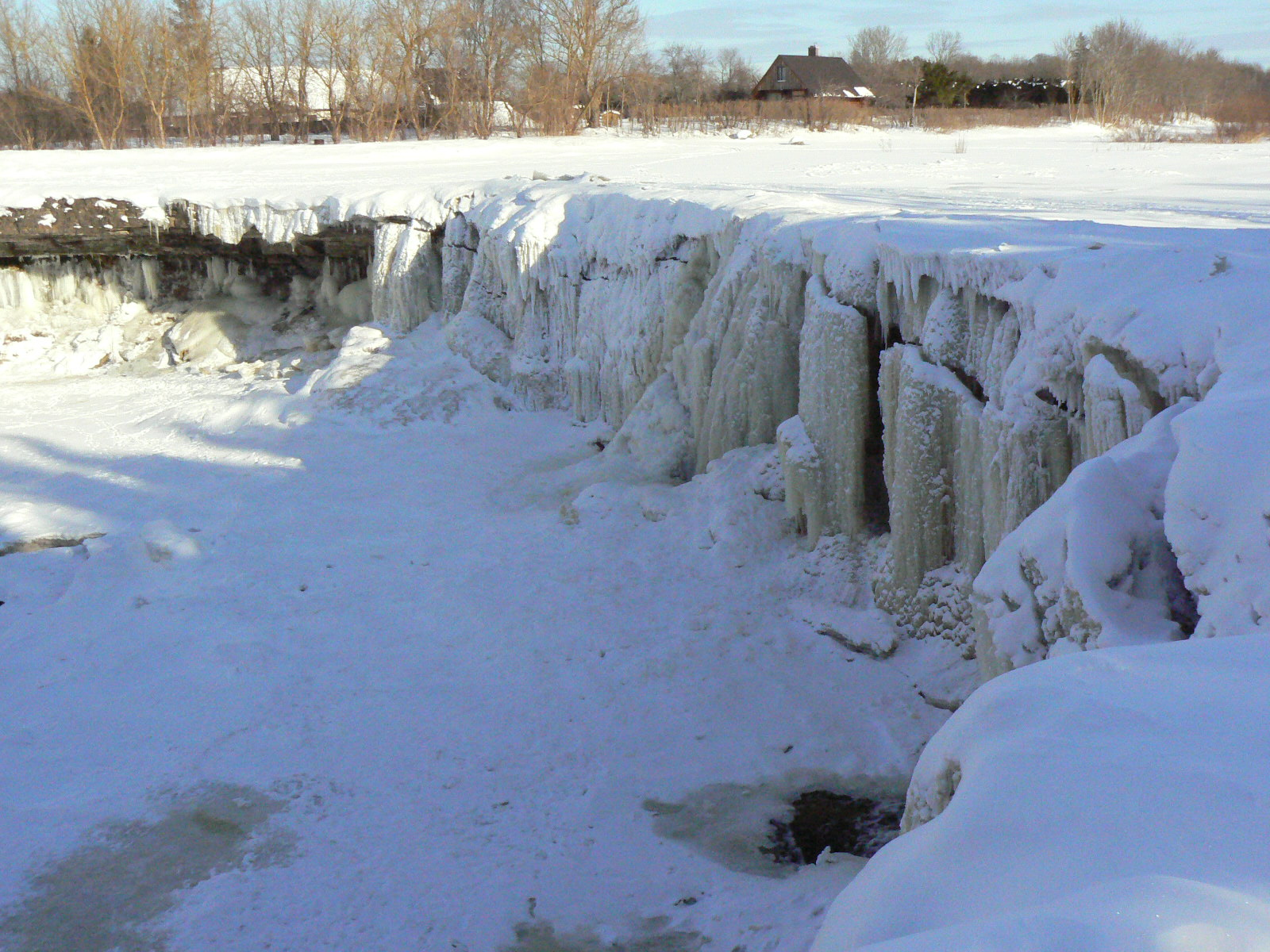
Zamrzlý Jägalský vodopád
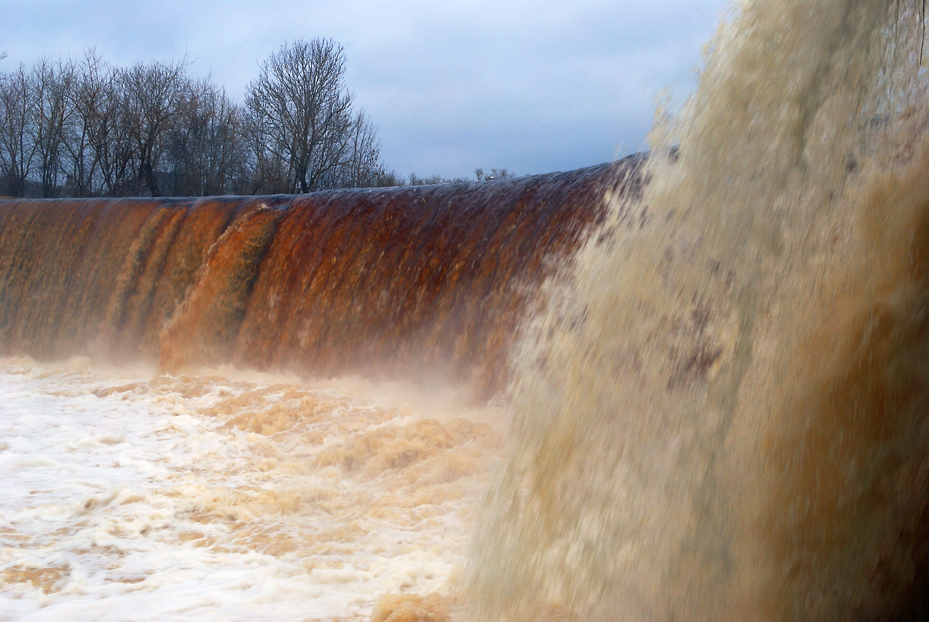
Jägalský vodopád při jarní vodě
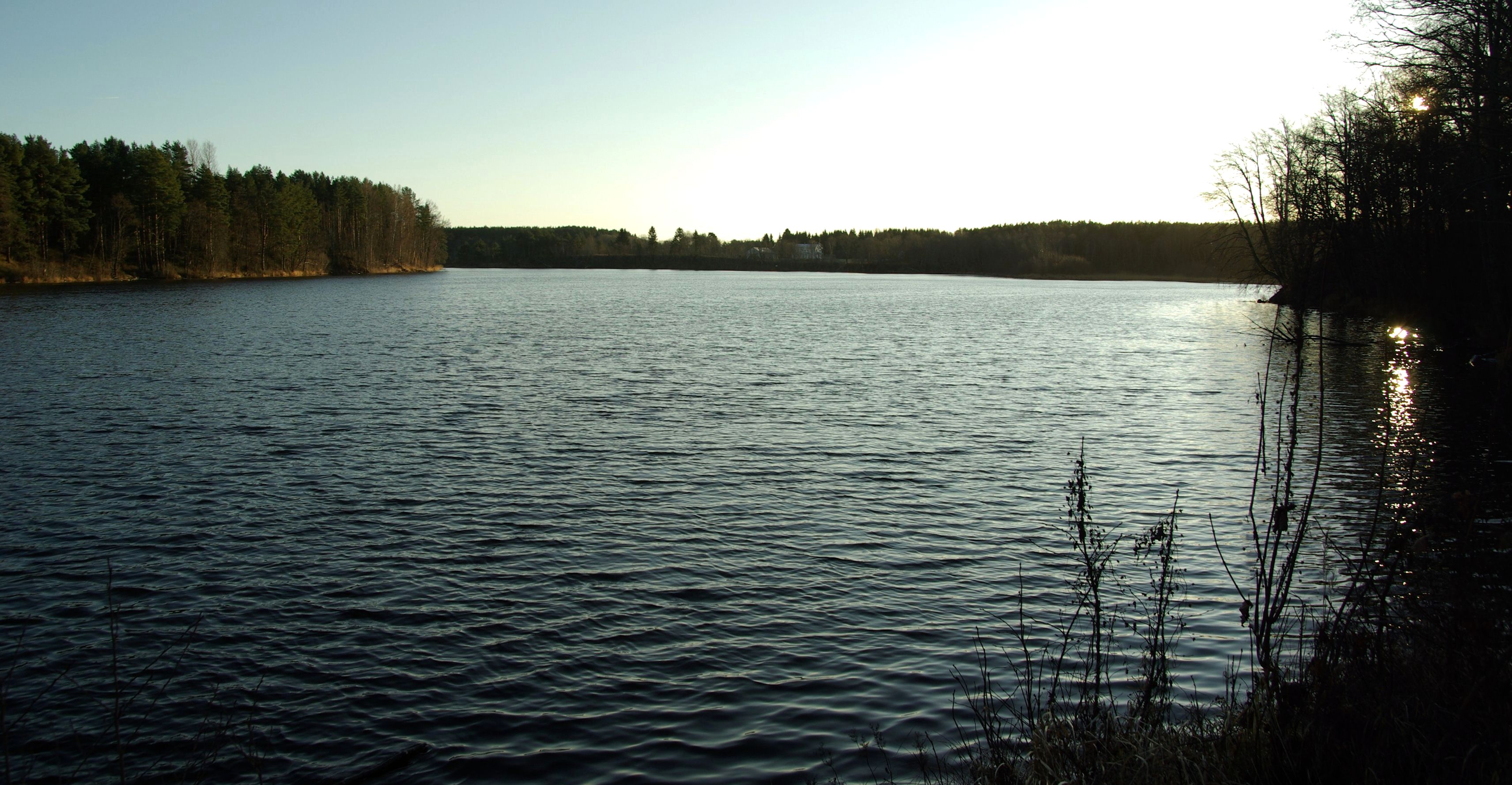
Přehradní jezero Linnamäe
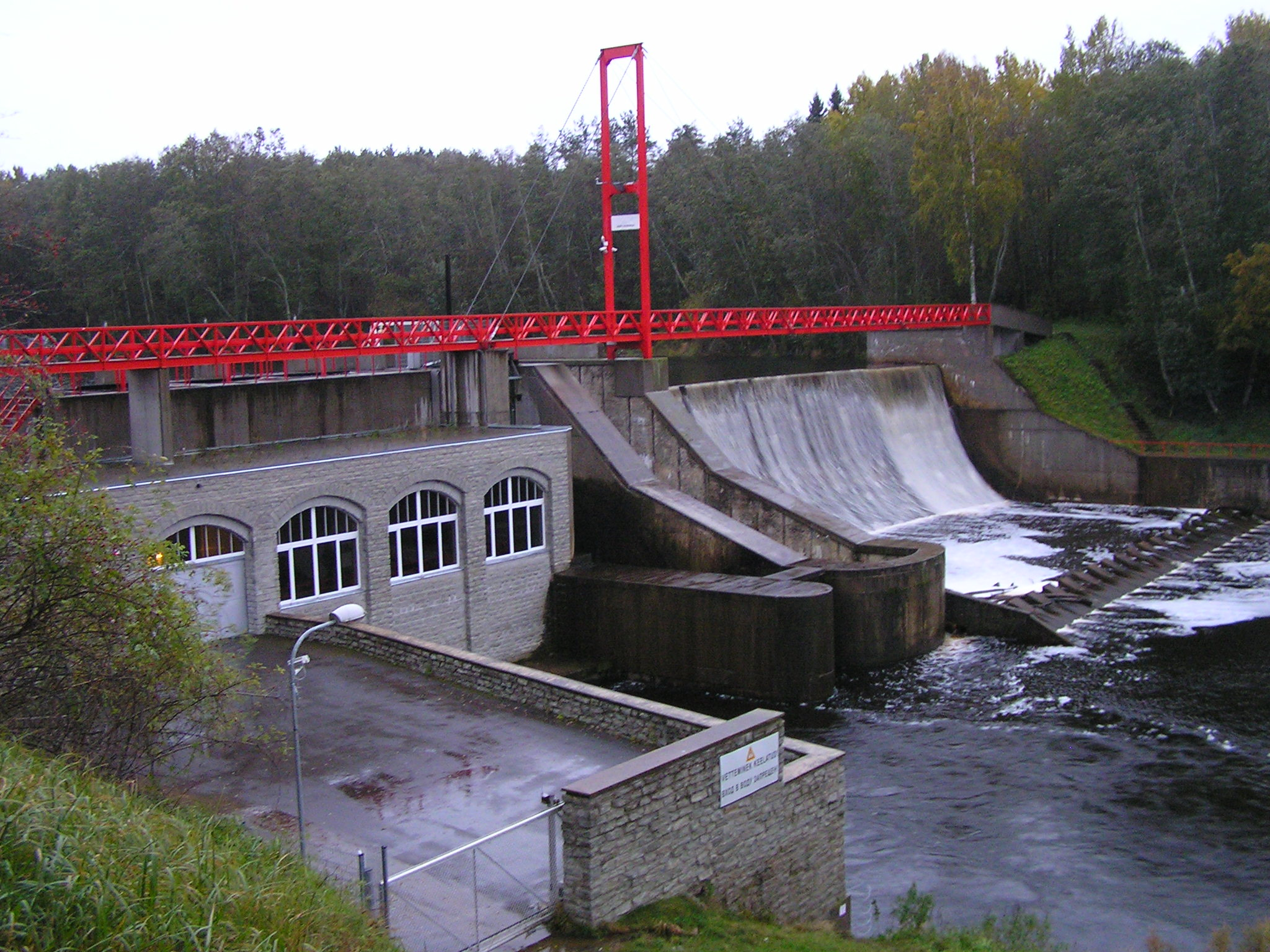
Vodní elektrárna Linnamäe
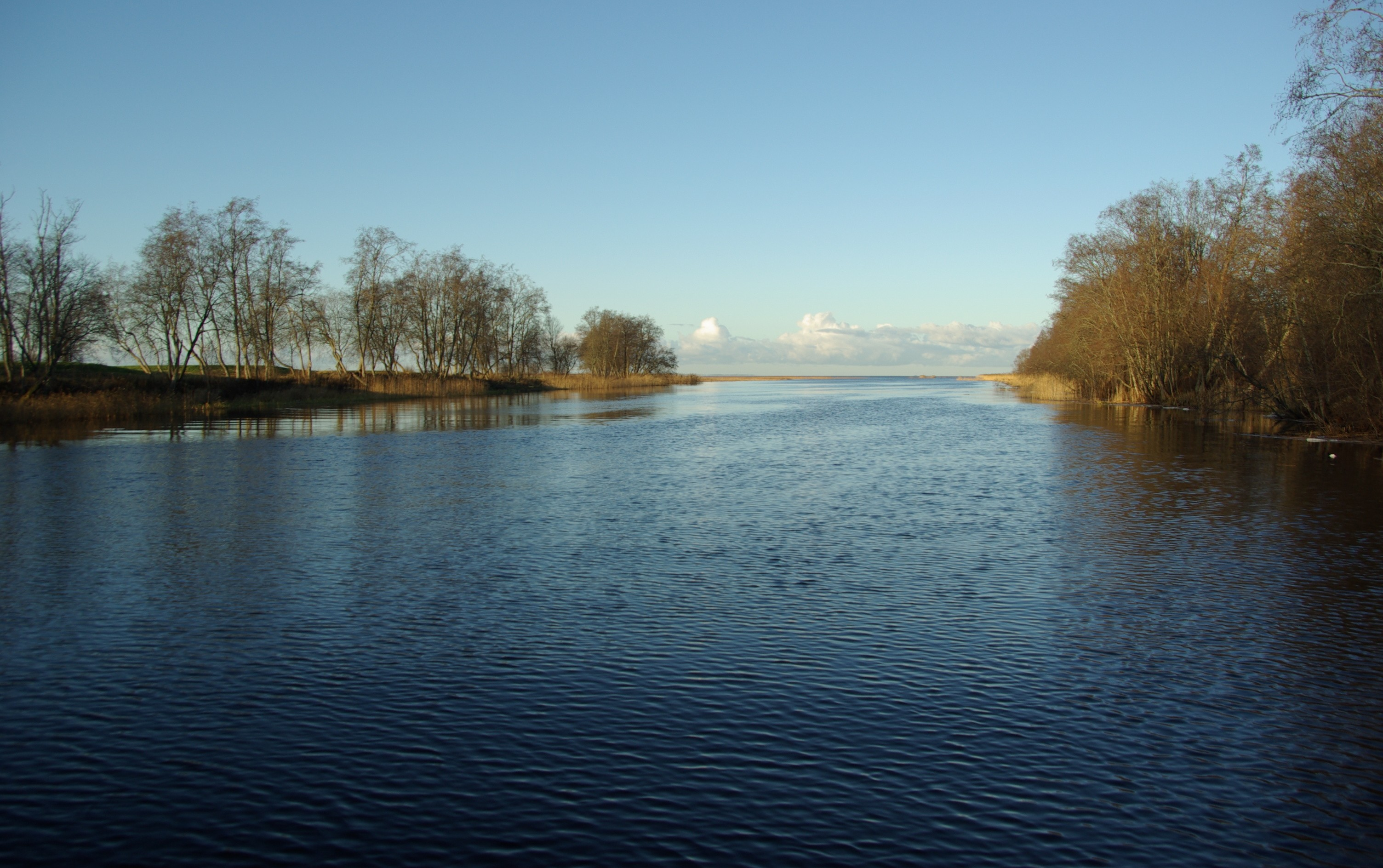
Ústí Jägaly